# Битва при Пеоннуме
Битва при Пеоннуме (англ. Battle of Peonnum) — одна из раннесредневековых битв времён англосаксонского завоевания Британии, состоявшаяся в 658 году.
В 652 году в битве при Брэдфорде Кенвалх думноницйцев, таким образом захватив у него восточные земли. Уэссекс вплотную подошел к границам Думнонии и стал угрожать столице, городу Каэр-Уиск.
Король Думнонии Петрок ап Клемен стал искать помощи у соседей, но отозвался ему только Кадваладр ап Кадваллон, земли которого находились далеко от Думнонии, и который, как и его отец, не боялся идти в дальние походы. Две армии встретились у местечка Пеоннум, что недалеко от современного города Винкантон. В коалицию вошли также войска из Гластенинга. Однако в итоге она была разбита более мощной армией Уэссекса.
Могущество Думнонии ослабело, но Кадваладр продолжил сопротивление уэссекской агрессии.